# 周锷
周锷（?—?），湖南长沙人，是一名清朝政治人物。
周锷曾于1805年接替李廷敬任苏松道道员一职，1806年由李廷敬接任。